# 拉普基夫齊
49°26′39″N 26°41′10″E / 49.44417°N 26.68611°E
拉普基夫齊（烏克蘭語：Лапківці）是位於烏克蘭西部的村莊，由赫梅利尼茨基州裡赫梅利尼茨基區的黑奧斯特里夫市鎮負責管轄。該村面積1.55平方公里，海拔高度316米，2001年人口278，人口密度每平方公里179.4人。